# Hamburg-Uhlenhorst
Uhlenhorst ist ein Stadtteil im Bezirk Hamburg-Nord der Freien und Hansestadt Hamburg.
Da das geografische Gebiet des Stadtteils aus einer ehemaligen Insellage hervorgeht, die damals als Papenhude bekannt war, wohnt man nicht in, sondern auf der Uhlenhorst.

## Geografische Lage
Die Uhlenhorst liegt östlich der Außenalster zwischen den Mündungen von Osterbek (Langer Zug) und Eilbek (Kuhmühlenteich, Mundsburger Kanal). Sie grenzt an die Stadtteile Winterhude (nördlich), Barmbek-Süd (nordöstlich), Eilbek (südöstlich) und Hohenfelde (südlich). Die südliche Stadtteilgrenze bildet der Eilbekkanal, der in den Kuhmühlenteich und schließlich über den Mundsburger Kanal in die Außenalster mündet. Im Norden reicht die Uhlenhorst bis zum Osterbekkanal, der als Langer Zug in die Außenalster mündet. Ostgrenze des Stadtteils sind die Straßenzüge Herderstraße/Winterhuder Weg, Oberaltenallee und Richardstraße. Im Süden des Stadtteils, zwischen der St.-Gertrud-Kirche und dem Kuhmühlenteich, soll der geographische Mittelpunkt der Stadt Hamburg liegen.

## Geschichte

Blick von der Alster auf das Uhlenhorster Ufer 1861

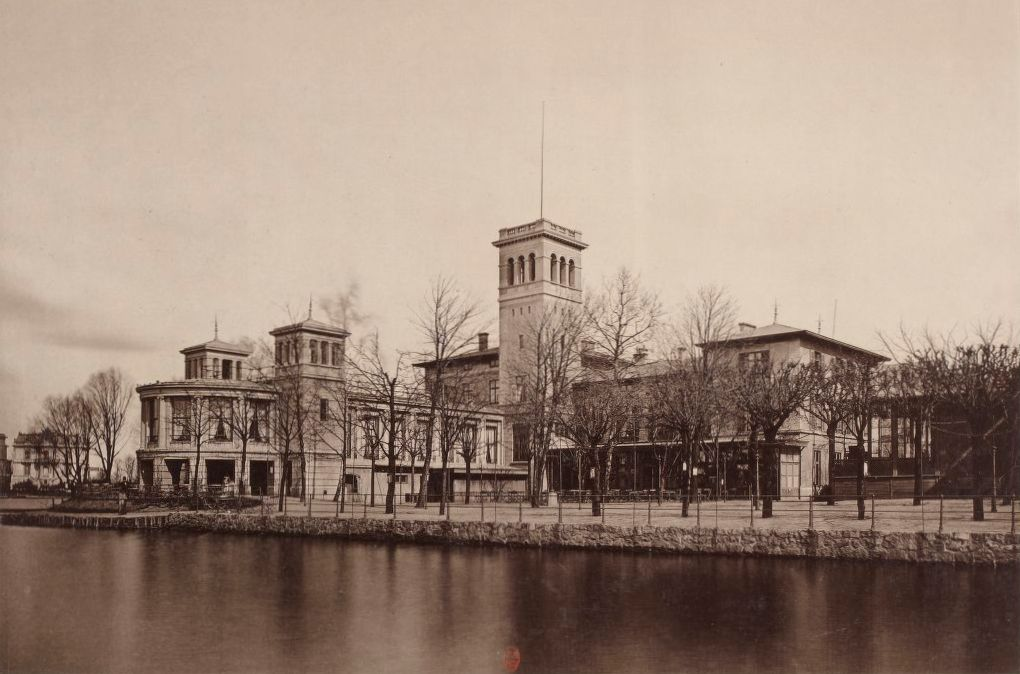
Uhlenhorster Fährhaus, um 1890

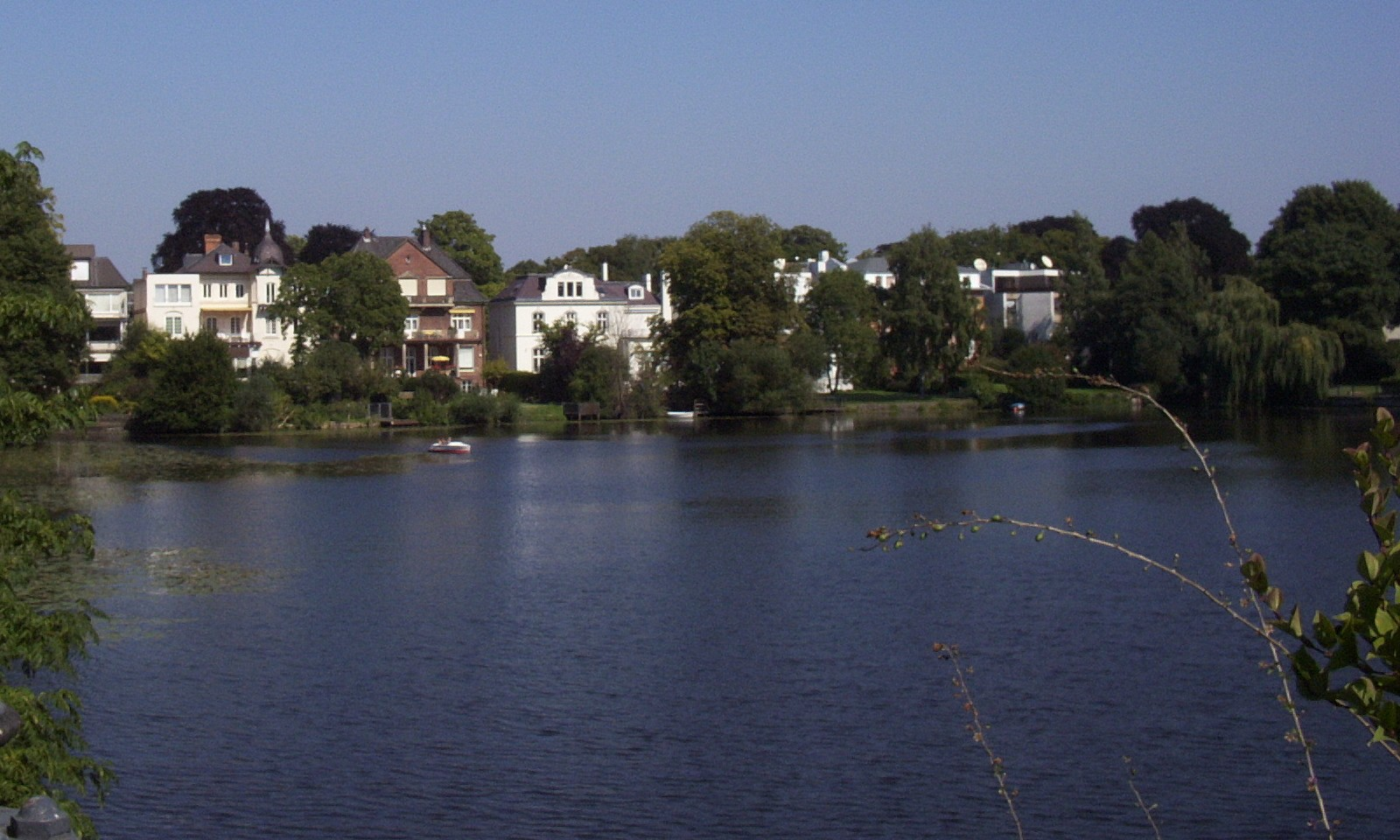
Feenteich,
durch Torfabbau entstanden

### Name
Erste urkundliche Erwähnung fand der Ort im Jahr 1256 als Papenhude. Diese Bezeichnung ging zurück auf die Nutzung der hier liegende Wiesen durch die Geistlichkeit und wurde für Gebiet zwischen der Osterbek, der Eilbek, der Alster und Barmbek verwendet. Dabei handelte es sich um einen Landungsplatz für Lastkähne an der Alster. Der Name Uhlenhorst kam um 1608 auf und bezeichnete womöglich ein verlassenes Gehöft an der Alster bei der heutigen Marienterrasse, in dem Eulen hausten. Der Hamburger Heimatforscher Gustav Bolland deutete den Namen als Bezeichnung eines unwirtlichen und abgelegenen Ortes, an dem sich nur Eulen wohlfühlen können.

### Nutzung
Das Gebiet des heutigen Stadtteils war ursprünglich überwiegend eine kaum nutzbare sumpfige Wiesenlandschaft. Im 16. und 17. Jahrhundert waren die Weiderechte auf dem Gebiet häufig Anlass für Streitigkeiten zwischen dem Rat der Stadt Hamburg und dem Kollegium der Oberalten, das sich für entsprechende Rechte der Barmbeker Bauern sowie des Hospitals zum Heiligen Geist einsetzte. Bis 1830 gehörte das Gelände zur Landherrenschaft Hamm und Horn, danach zur Landherrenschaft der Geestlande. 1837 kauften die Unternehmer August Abendroth, Carl Heine und Adolph Jencquel das Gebiet und begannen mit der planmäßigen Erschließung und Parzellierung. Zur Entwässerung wurden der Hofwegkanal, der Uhlenhorster Kanal und der erste Abschnitt des Osterbekkanals angelegt und mit dem Aushub das umliegende Gelände aufgeschüttet. Die nach dem Großen Brand 1842 durchgeführte Absenkung des Alsterpegels um etwa einen halben Meter erleichterte die dauerhafte Bebauung des Gebietes.
Im Jahre 1892 wurden die Ersten Internationalen Tennis-Meisterschaften von Deutschland auf die Initiative des Carl August von der Meden auf der Anlage des Eisbahnvereins auf der Uhlenhorst ausgetragen. Inzwischen finden diese Meisterschaften am Hamburger Rothenbaum statt.

### Stadtteil
1874 wurde die Uhlenhorst zum Vorort erhoben und 1894 schließlich als Stadtteil nach Hamburg eingemeindet. Durch das Groß-Hamburg-Gesetz und die damit verbundene Neuordnung der Stadtteile musste Uhlenhorst 1938 das Gebiet östlich des Winterhuder Weges mit der Mundsburg an Barmbek-Süd abtreten, bekam im Gegenzug aber das Gebiet zwischen Uhlenhorster Weg und Kuhmühlenteich (vorher Hohenfelde) sowie jenes zwischen Lerchenfeld und Richardstraße (vorher Barmbek) zugeschlagen. 
Vor dem Zweiten Weltkrieg war das Uhlenhorster Fährhaus ein beliebtes Ausflugsziel. Es wurde nach der Zerstörung nicht wieder aufgebaut.

## Statistik
- Anteil der unter 18-Jährigen: 13,3 % [Hamburger Durchschnitt: 16,8 % (2023)][8]
- Anteil der über 64-Jährigen: 18,1 % [Hamburger Durchschnitt: 17,8 % (2023)][8]
- Ausländeranteil: 13,4 % [Hamburger Durchschnitt: 20,7 % (2023)][8]
- Arbeitslosenquote: 3,6 % [Hamburger Durchschnitt: 6,2 % (2023)][8]

Das durchschnittliche Einkommen je Steuerpflichtigen beträgt in Uhlenhorst 84.712 Euro jährlich (2023), der Hamburger Gesamtdurchschnitt liegt bei 48.035 Euro.

## Politik
Für die Wahl zur Hamburgischen Bürgerschaft gehört Uhlenhorst zum Wahlkreis Barmbek – Uhlenhorst – Dulsberg. Bei den Wahlen zur Bezirksversammlung gehört der Stadtteil zum Wahlkreis Uhlenhorst / Hohenfelde. Bei Bundestagswahlen zählt Uhlenhorst zum Bundestagswahlkreis Hamburg-Mitte.

### Wahlergebnisse

#### Bürgerschaftswahlen
| Wahljahr  | SPD    | CDU    | Grüne1) | Linke2) | FDP    | AfD    | Übrige   |
| --------- | ------ | ------ | ------- | ------- | ------ | ------ | -------- |
| 2025      | 30,4 % | 24,9 % | 22,4 %  | 07,3 %  | 04,4 % | 04,4 % | 06,2 %   |
| 2020      | 35,3 % | 11,4 % | 29,7 %  | 06,6 %  | 08,3 % | 03,3 % | 05,4 %   |
| 2015      | 39,9 % | 19,1 % | 14,7 %  | 05,8 %  | 12,4 % | 04,6 % | 03,5 %   |
| 2011      | 45,5 % | 22,7 % | 13,5 %  | 04,0 %  | 10,2 % | –      | 04,1 %   |
| 2008      | 28,4 % | 48,5 % | 11,7 %  | 03,9 %  | 06,6 % | –      | 00,9 %   |
| 2004      | 27,2 % | 50,5 % | 14,2 %  | –       | 04,3 % | –      | 03,8 %   |
| 2001      | 35,6 % | 29,3 % | 10,8 %  | 00,3 %  | 08,4 % | –      | 15,6 %3) |
| 1997      | 32,4 % | 32,9 % | 16,6 %  | 00,3 %  | 05,6 % | –      | 12,2 %4) |
| 1993      | 36,5 % | 27,5 % | 16,5 %  | –       | 06,0 % | –      | 13,5 %5) |
| 1991      | 43,1 % | 38,3 % | 07,7 %  | 00,4 %  | 08,0 % | –      | 02,5 %   |
| 1987      | 38,9 % | 44,1 % | 07,0 %  | –       | 09,2 % | –      | 00,8 %   |
| 1986      | 34,3 % | 47,4 % | 10,4 %  | –       | 06,9 % | –      | 01,0 %   |
| Dez. 1982 | 41,3 % | 46,2 % | 07,9 %  | –       | 04,0 % | –      | 00,6 %   |
| Juni 1982 | 35,2 % | 49,0 % | 08,5 %  | –       | 05,9 % | –      | 01,4 %   |
| 1978      | 41,6 % | 45,2 % | 04,8 %  | –       | 05,8 % | –      | 02,6 %   |
| 1974      | 33,2 % | 51,0 % | –       | –       | 12,4 % | –      | 03,4 %   |
| 1970      | 43,9 % | 42,0 % | –       | –       | 09,7 % | –      | 04,4 %   |
| 1966      | 43,8 % | 40,8 % | –       | –       | 10,2 % | –      | 05,2 %   |

1) 1978 als Bunte Liste – Wehrt Euch, 1982 bis 2011 als Grüne/GAL.
2) 1991 und 1997 als PDS/Linke Liste, 2001 als PDS.

3) Darunter 13,0 % für die Schill-Partei.

4) Darunter 5,1 % für die Statt Partei.

5) Darunter 6,0 % für die Statt Partei.

## Verkehr

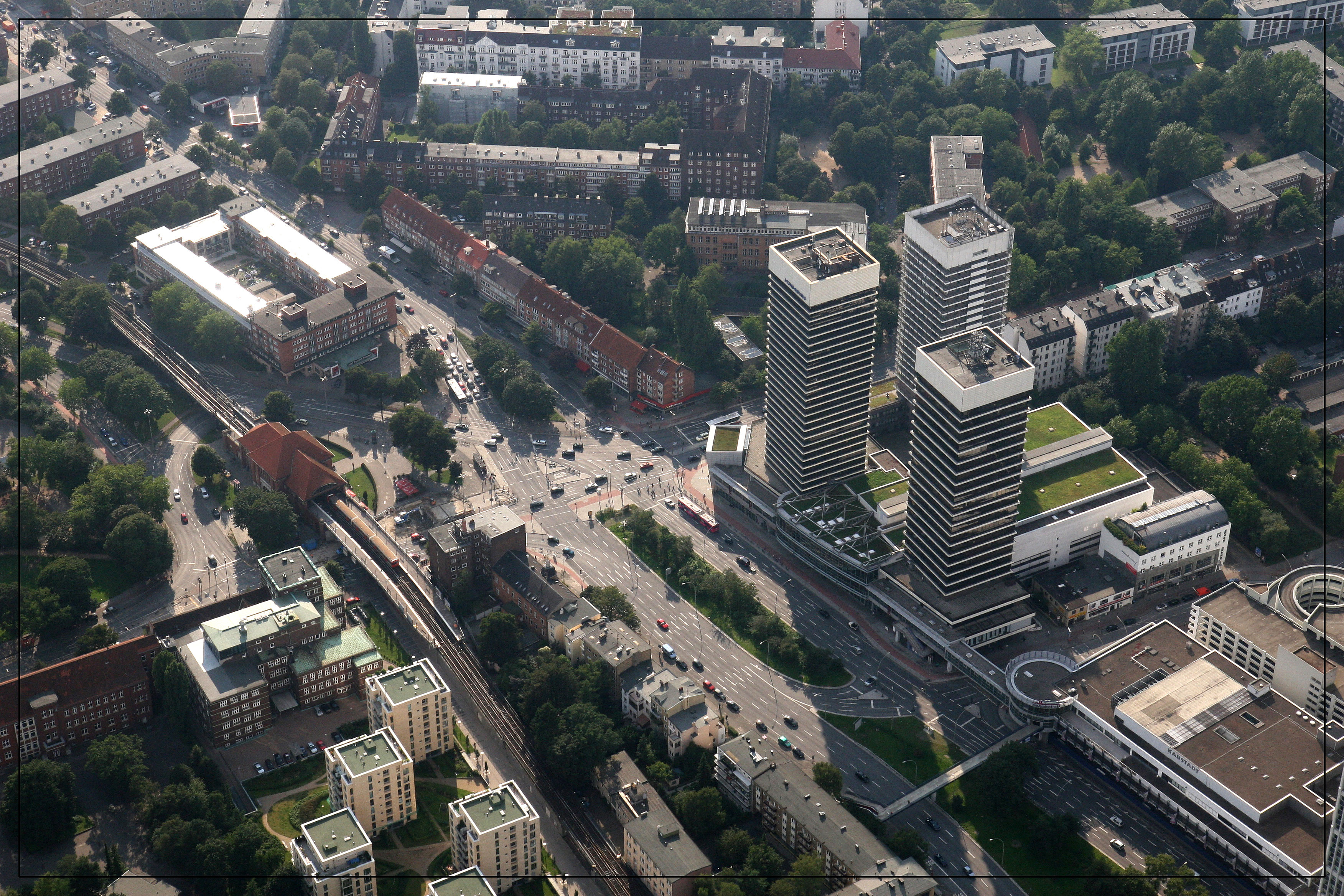
Der Verkehrsknotenpunkt Mundsburg

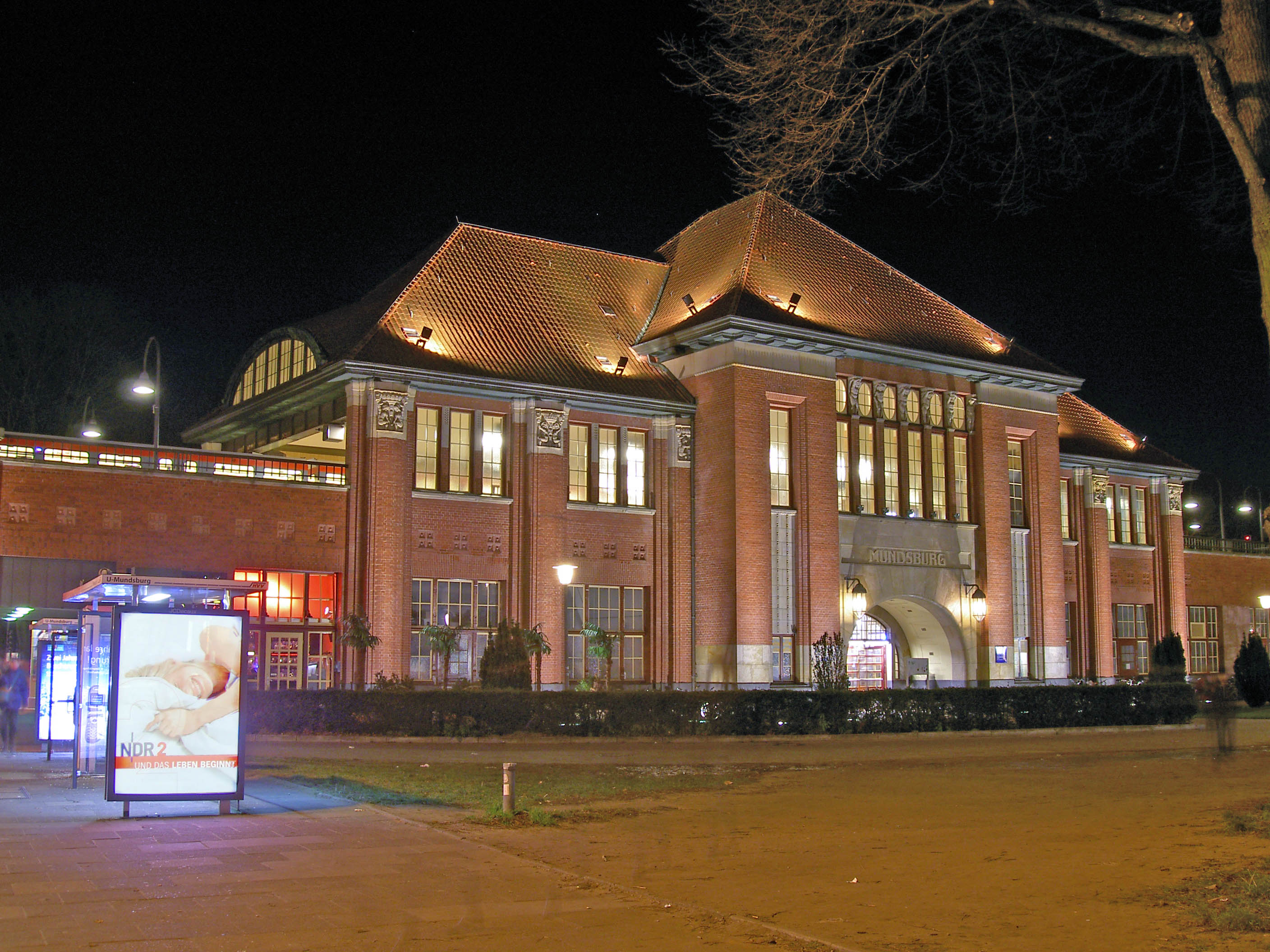
U-Bahnhof Mundsburg

Der Stadtteil wird zentral durch den Verkehrsknotenpunkt Mundsburg mit der gleichnamigen U-Bahn-Station der Ringlinie U3 (auf der Grenze zu Barmbek-Süd gelegen) erschlossen. Hier kreuzen sich mehrere Hauptverkehrsstraßen. Über die U3 besteht zudem eine Anbindung Richtung Berliner Tor und Hauptbahnhof sowie nach Barmbek. Wenige Meter von der Grenze nach Hohenfelde entfernt liegen außerdem die U-Bahnhöfe Uhlandstraße der Linie U3 und Wartenau der Linie U1.
An der Mundsburg halten ferner diverse Busse des HVV, unter anderem die Metrobuslinie 25 (Altona – Eppendorf – Winterhude – Uhlenhorst (Hofweg – Hebbelstraße – Beethovenstraße – Mundsburg) – Hammerbrook) sowie die Stadtbuslinien 172 und 173 (Mundsburger Brücke – Bf. Barmbek – Ohlsdorf – Fuhlsbüttel / – Bramfeld). Der Schnellbus 37 führt ebenfalls Richtung Bramfeld.
Darüber hinaus stellt die Metrobuslinie 6 eine weitere wichtige Verkehrsanbindung auf der Uhlenhorst dar. Sie durchquert von der Innenstadt und St. Georg kommend die dicht besiedelten Wohnquartiere nahe der Alster (Mundsburger Brücke – Averhoffstraße – Zimmerstraße – Hofweg) und führt weiter zum Winterhuder Mühlenkamp und dem U-Bahnhof Borgweg am Stadtpark.
Eine verkehrspolitische Besonderheit ist der in Nord-Süd-Richtung verlaufende Straßenzug Sierichstraße/Herbert-Weichmann-Straße. Dieser stellt eine Einbahnstraße dar, wobei zweimal täglich die Richtung wechselt: stadteinwärts von morgens 4:00 Uhr bis mittags 12:00 Uhr, stadtauswärts von mittags 12:00 Uhr bis morgens 4:00 Uhr.

## Kultur und Sehenswürdigkeiten
An der Mundsburg, mit dem stilvollen gleichnamigen U-Bahnhofsgebäude aus dem Jahr 1912, befindet sich das Ernst Deutsch Theater am Friedrich-Schütter-Platz. Auf der anderen Seite des Bahnhofes ist das englischsprachige Theater The English Theatre of Hamburg im alten Hammonia-Bad beheimatet.
Am Kuhmühlenteich steht die 1882–85 erbaute evangelische Sankt-Gertrud-Kirche, ein neogotischer Backsteinbau nach einem Entwurf von Johannes Otzen. Mit der reichen Verwendung von Form- und Glasursteinen ist es ein Beispiel des Kirchenbaustils der Hannoverschen Schule. Zwischen Kirche und Kuhmühlenteich soll der geographische Mittelpunkt der Stadt Hamburg liegen.
Längs des Außenalsterufers verläuft ein breiter Wanderweg mit vielen Bänken. Hier liegen auch der Feenteich und die 1961 erbaute Imam-Ali-Moschee sowie das Gästehaus des Senats der Hansestadt.
Die Kaufmannsvilla am Schwanenwik 38 wurde um 1865 errichtet und 1890 rückwärtig mit einem Festsaal erweitert. 1985 wurde das Gebäude von der ZEIT-Stiftung Ebelin sowie Gerd Bucerius erworben und dem neu gegründeten Literaturhaus e. V. zur Verfügung gestellt. Seit 1989 wird die Villa als Literaturhaus genutzt. Monatlich finden im prächtigen Festsaal 12 bis 15 Lesungen der internationalen Gegenwartsliteratur statt. Außerdem beherbergt das Gebäude das „Literaturhauscafé“, die Buchhandlung Samtleben, den Börsenverein des Deutschen Buchhandels sowie das Literaturzentrum e. V.

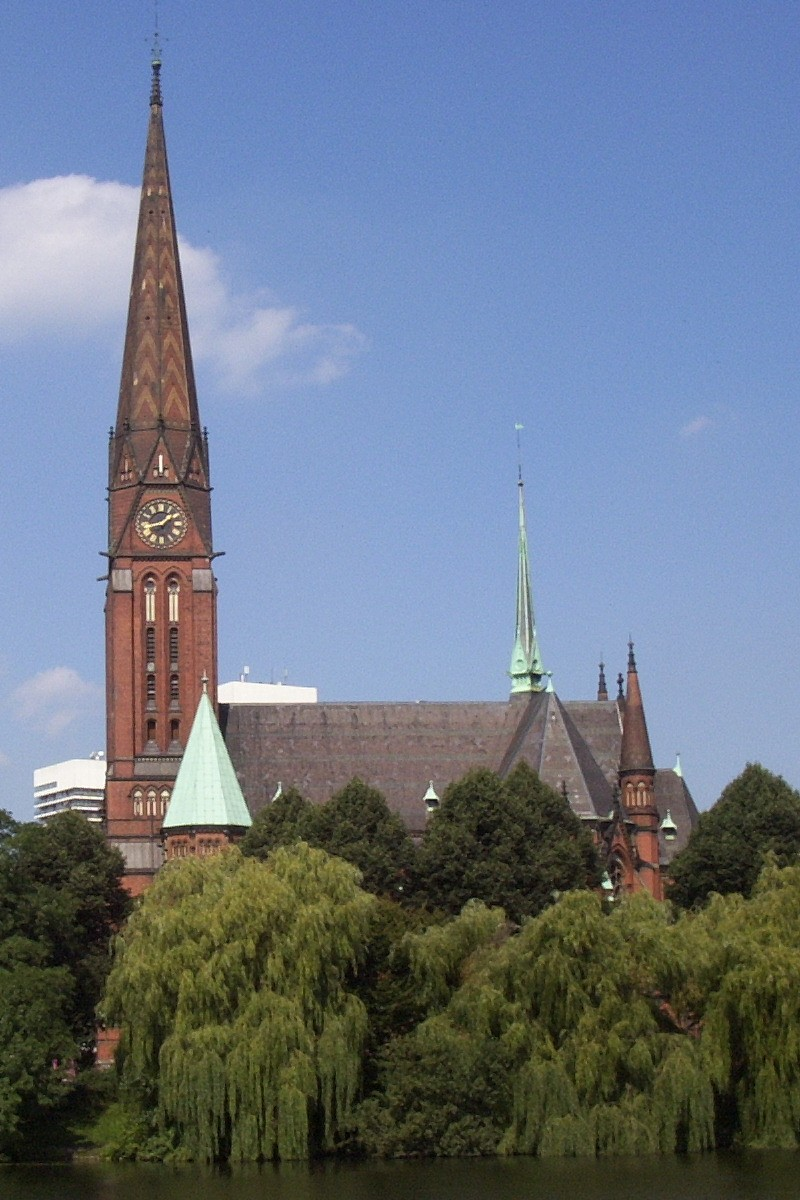
Sankt Gertrud Blick über den Kuhmühlenteich
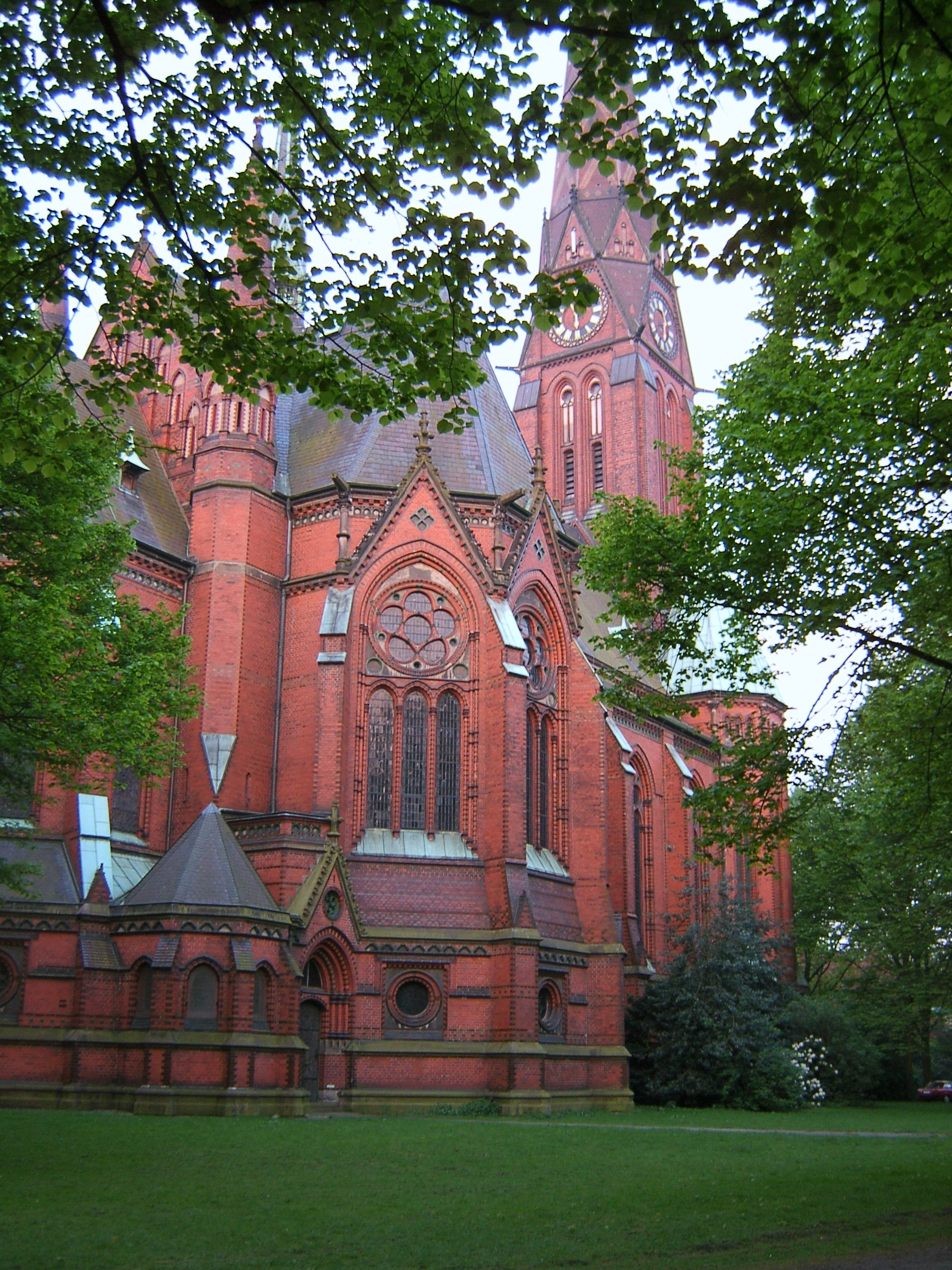
Sankt Gertrud Kirchenschiff
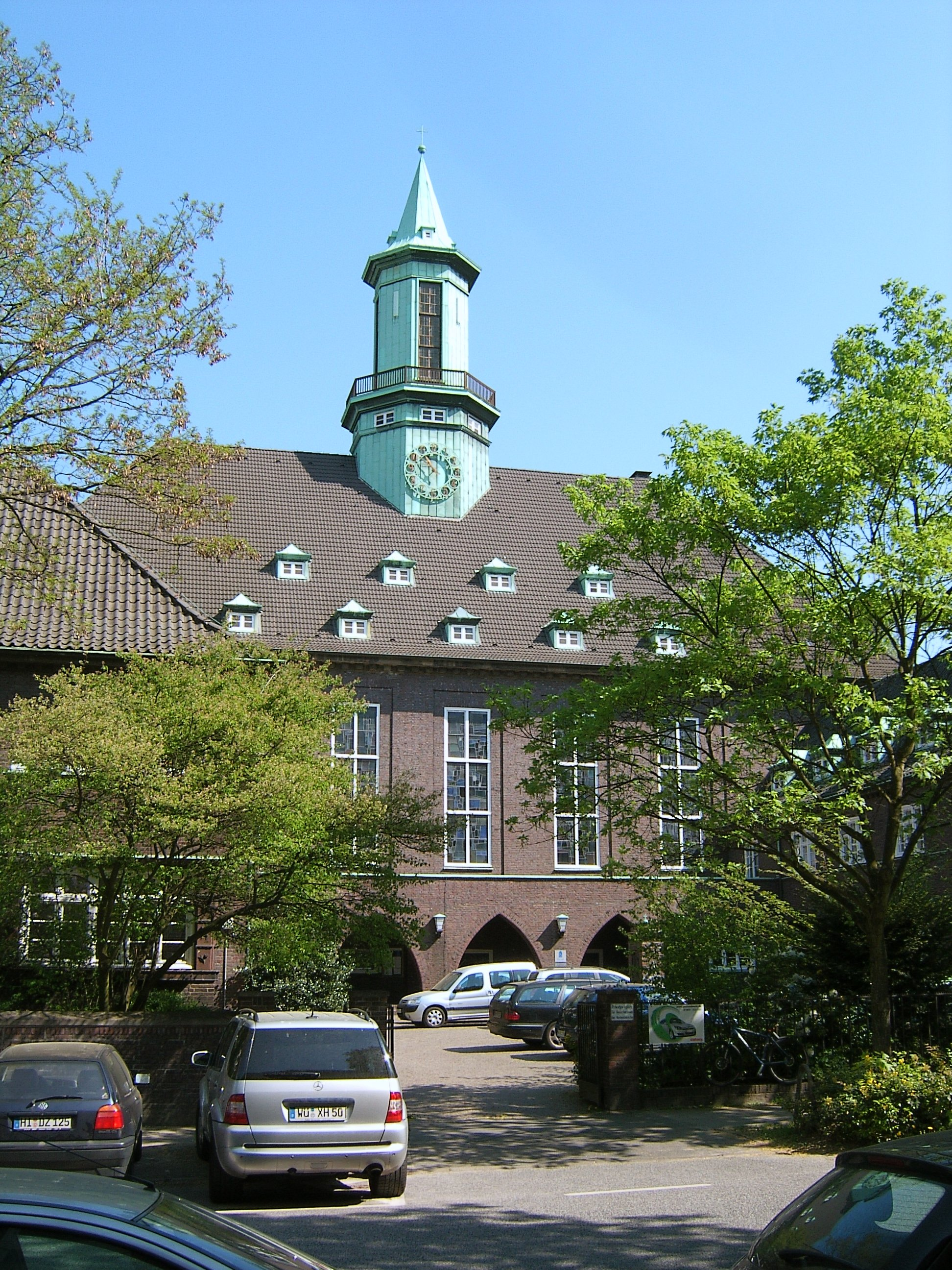
Heilandskirche am Winterhuder Weg
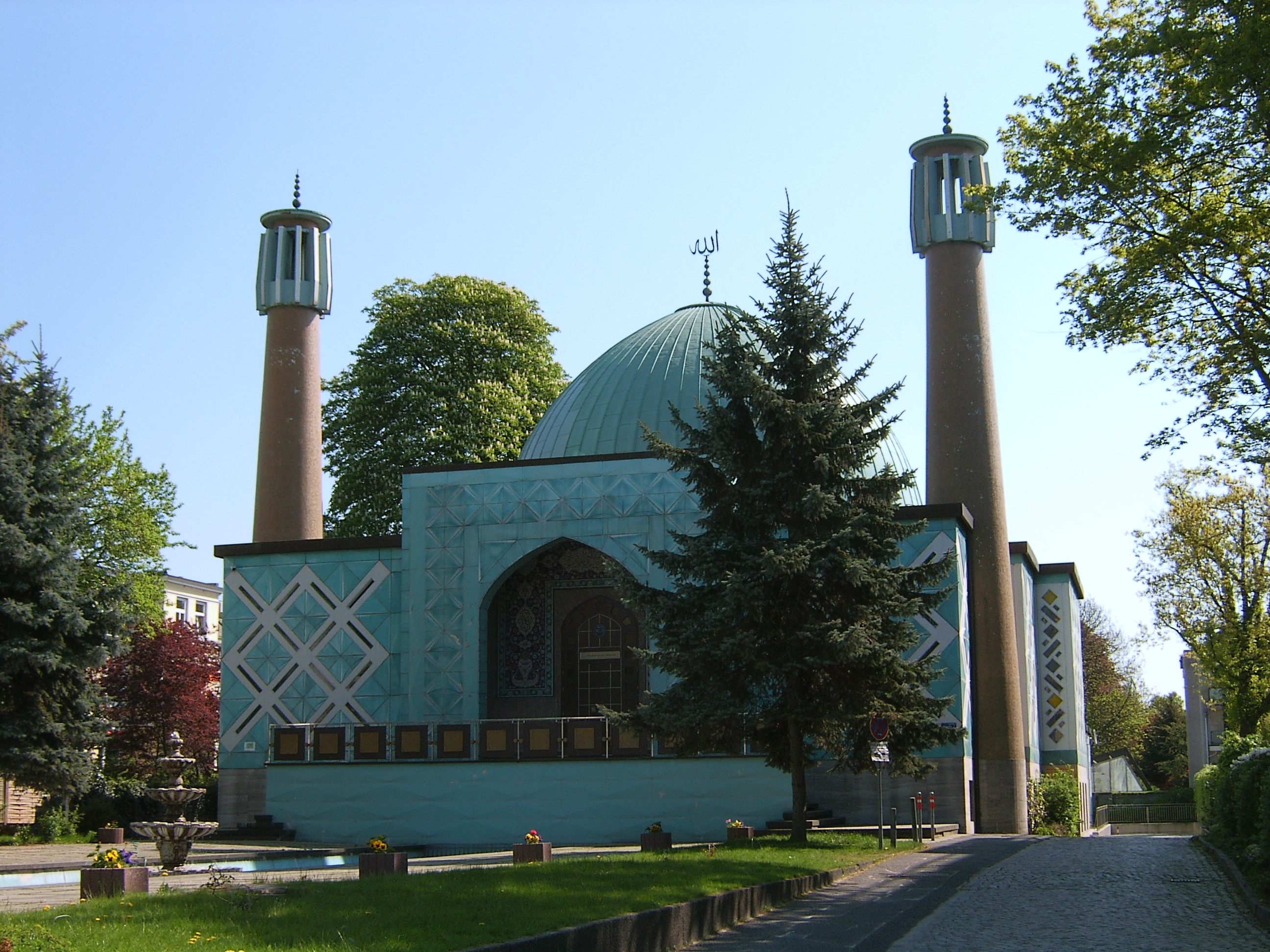
Imam-Ali-Moschee
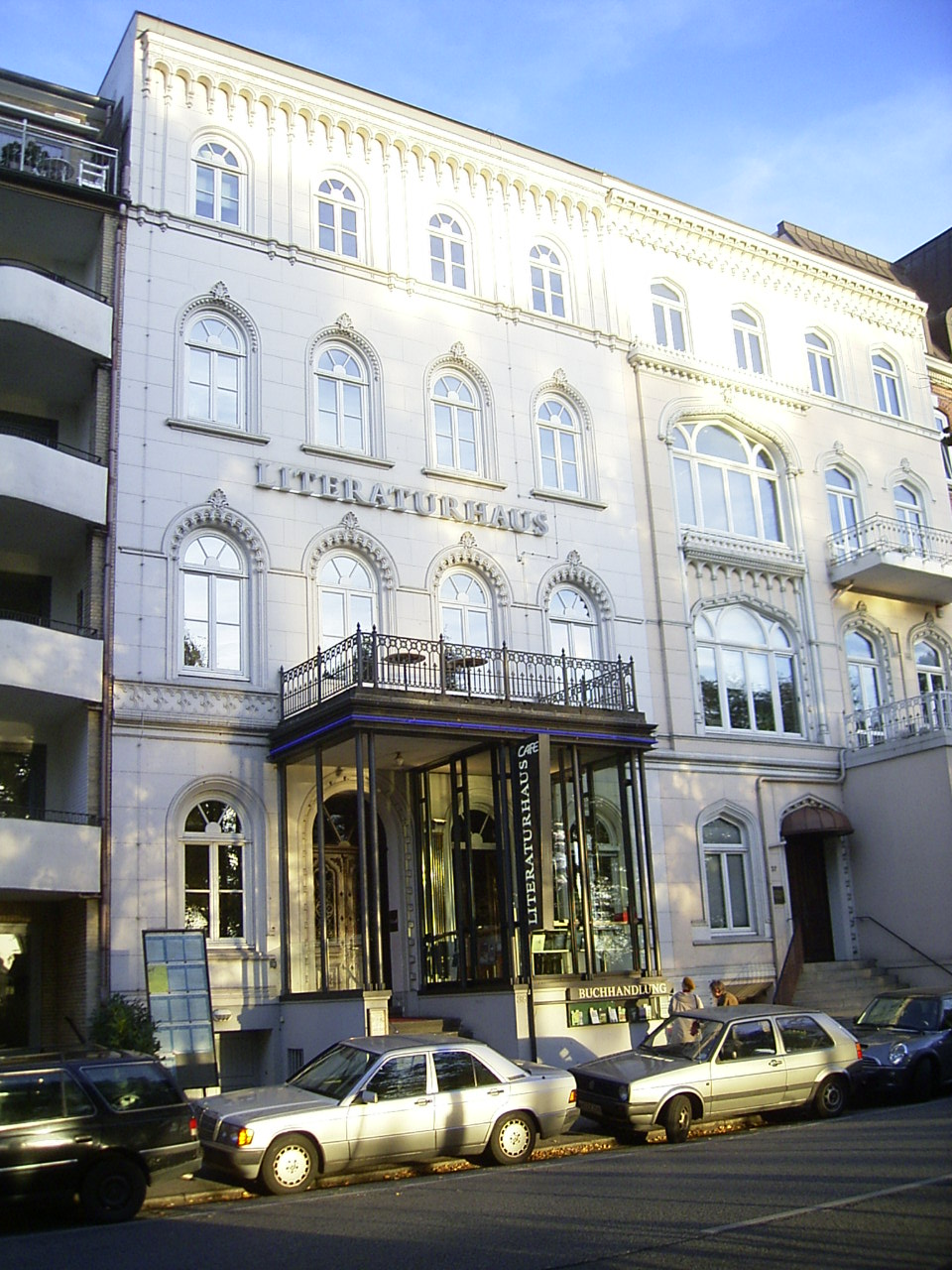
Literaturhaus am Schwanenwik 38

### Sport
Rudern

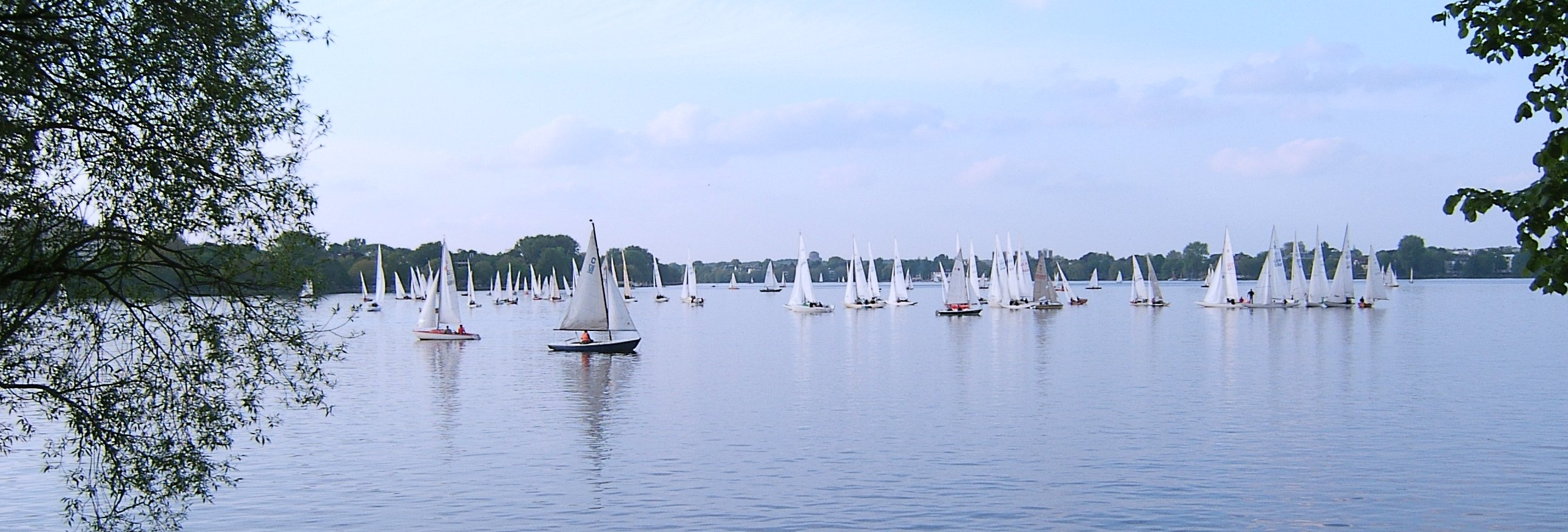
Segelregatta auf der Außenalster

- Ruder-Gesellschaft „Hansa“ e. V.

Segeln
- Norddeutscher Regatta Verein e. V.
- Segelsteg der Universität Hamburg

Fußball
- HSV Barmbek-Uhlenhorst führt den Stadtteil zwar noch im Namen, spielt aber in Barmbek-Nord

### Bildung
- Hochschule für bildende Künste Hamburg
- Hochschule für Angewandte Wissenschaften Hamburg: Kunst- und Mediencampus Hamburg
- Gymnasium Lerchenfeld
- Schule auf der Uhlenhorst
- private August-Hermann-Francke-Stadtteilschule und Gymnasium